# Åttjärnen
Åttjärnen är en sjö i Örnsköldsviks kommun i Ångermanland och ingår i Nätraåns huvudavrinningsområde. Sjön har en area på 0,202 kvadratkilometer och ligger 297,5 meter över havet. Åttjärnen ligger i Åttjärnsbäcken Natura 2000-område.

## Delavrinningsområde
Åttjärnen ingår i det delavrinningsområde (703912-159450) som SMHI kallar för Utloppet av Åttjärnen. Medelhöjden är 309 meter över havet och ytan är 0,98 kvadratkilometer. Det finns inga avrinningsområden uppströms utan avrinningsområdet är högsta punkten. Vattendraget som avvattnar avrinningsområdet har biflödesordning 3, vilket innebär att vattnet flödar genom totalt 3 vattendrag innan det når havet efter 78 kilometer. Avrinningsområdet består mestadels av skog (73 procent). Avrinningsområdet har 0,19 kvadratkilometer vattenytor vilket ger det en sjöprocent på 19,8 procent.